# Субатлантический период
| Эпоха                                          | Климатическая стадия                           | Подстадия                                      | Начало (примерно), лет назад                   | Ярус (век) по IUGS (декабрь 2024) |
| ---------------------------------------------- | ---------------------------------------------- | ---------------------------------------------- | ---------------------------------------------- | --------------------------------- |
| Голоцен                                        | Субатлантик                                    | Похолодание                                    | 800                                            | Мегхалайский                      |
| Голоцен                                        | Субатлантик                                    | Потепление                                     | 1800                                           | Мегхалайский                      |
| Голоцен                                        | Субатлантик                                    | Похолодание                                    | 2600                                           | Мегхалайский                      |
| Голоцен                                        | Суббореал                                      | Похолодание                                    | 3200                                           | Мегхалайский                      |
| Голоцен                                        | Суббореал                                      | Потепление                                     | 4200                                           | Мегхалайский                      |
| Голоцен                                        | Суббореал                                      | Похолодание                                    | 5700                                           | Северогриппианский                |
| Голоцен                                        | Атлантик                                       | Потепление                                     | ~6000                                          | Северогриппианский                |
| Голоцен                                        | Атлантик                                       | Похолодание                                    | ~7000                                          | Северогриппианский                |
| Голоцен                                        | Атлантик                                       | Потепление                                     | 7800                                           | Северогриппианский                |
| Голоцен                                        | Бореал                                         | Похолодание                                    | 8200                                           | Северогриппианский                |
| Голоцен                                        | Бореал                                         | Потепление                                     | 10500                                          | Гренландский                      |
| Голоцен                                        | Пребореал                                      | Похолодание                                    | ~11000                                         | Гренландский                      |
| Голоцен                                        | Пребореал                                      | Потепление                                     | 11700                                          | Гренландский                      |
| Плейстоцен                                     |                                                |                                                |                                                |                                   |
| Поздний дриас                                  | Похолодание                                    | 12900                                          | Верхний                                        |                                   |
| Только для Северной Европы. Калиброванные даты | Только для Северной Европы. Калиброванные даты | Только для Северной Европы. Калиброванные даты | Только для Северной Европы. Калиброванные даты | п о р                             |

Реконструкция температурных колебаний на земле в течение последних 2000 лет.

Рост среднегодичной температуры в мире с 1850 года.

Субатлантический период — последний, длящийся до настоящего времени климатический период голоцена. Среднегодичная температура в субатлантическом периоде в среднем находилась ниже уровня атлантического периода. В пределах субатлантического периода происходили температурные колебания, приводившие к экологическим эффектам, оказывавшим влияние на жизнь и деятельность людей.

## Описание
Субатлантический период начался с середины 1-го тысячелетия до н. э. завершением похолодания железного века и началом римского климатического оптимума, продлившегося до начала IV века н. э. Именно к этому времени относится классическая античность.
Следующий относительно короткий и слабо выраженный холодный период — это климатический пессимум раннего Средневековья, совпавший с Великим переселением народов. Считается, что именно этот переход к более сухому и холодному климату вызвал миграцию гуннов из Центральной Азии вдаль на запад, что в свою очередь вызвало миграцию германцев. Одновременно на руинах Римской империи расцветает Византия, а христианство утверждается в Европе как господствующая монотеистическая религия.
После этого краткого пессимума климат вновь потеплел с 800 по 1200 годы, причём среднегодичная температура поднялась почти до уровня римского оптимума. Данный период называется средневековое потепление, поскольку хронологически совпадает с кульминацией европейского Средневековья. Потепление позволило, в частности, викингам заселить Исландию и Гренландию. В это время произошла большая часть крестовых походов, а территория Византии постепенно сокращалась.
Окончание средневекового потепления датируется началом XIV века. На этот период приходятся многочисленные документированные случаи массового голода и эпидемий, в частности, чумы («чёрная смерть»). В это время многие деревни были заброшены и опустели. Предполагается, что население Центральной Европы сократилось почти наполовину.
Значительно более долгим и холодным был следующий пессимум, достигший кульминации между 1550 и 1860 годами — он известен под названием малый ледниковый период. В это время происходят крупные социальные потрясения (Тридцатилетняя война, Великая французская революция). Параллельно после позднего Ренессанса наступают Эпоха Просвещения и индустриализация.
За малым ледниковым периодом следует современный климатический оптимум, усиленный антропогенными факторами, такими, как парниковый эффект.